# Satz von Hahn-Banach
Der Satz von Hahn-Banach (nach Hans Hahn und Stefan Banach) aus dem mathematischen Teilgebiet der Funktionalanalysis ist einer der Ausgangspunkte der Funktionalanalysis.
Er sichert die Existenz von ausreichend vielen stetigen, linearen Funktionalen auf normierten Vektorräumen oder allgemeiner auf lokalkonvexen Räumen.
Die Untersuchung eines Raums mittels darauf definierter stetiger, linearer Funktionale führt zu einer weitreichenden Dualitätstheorie, die auf allgemeinen topologischen Vektorräumen in dieser Form nicht möglich ist, da eine zum Satz von Hahn-Banach analoge Aussage dort nicht gilt.
Darüber hinaus ist der Satz von Hahn-Banach die Grundlage für viele nicht-konstruktive Existenzbeweise wie z. B. im Trennungssatz oder im Satz von Krein-Milman.
Der Satz wurde im Wesentlichen schon 1912 von Eduard Helly bewiesen. Hahn erwähnt Helly in seiner Arbeit von 1927 nicht, wohl aber Banach in seiner Arbeit von 1929, wenn auch nicht in Zusammenhang mit dem Satz selbst. Beide verwenden aber die Ungleichung von Helly. Die Benennung nach Hahn und Banach tauchte zuerst in einer Arbeit von Frederic Bohnenblust und A. Sobcyzk auf, die den Satz auf komplexe Räume übertrugen. Ein anderer Beweis des Satzes von Hahn-Banach, der nicht die Ungleichung von Helly verwendet, wurde 1941 von Jean Dieudonné gegeben.
Die geometrische Form des Satzes von Hahn-Banach findet sich in der Literatur auch unter dem Namen Satz von Minkowski-Ascoli-Mazur oder Satz von Ascoli-Mazur.

## Endlichdimensionaler Fall
Stellt man Vektoren eines endlichdimensionalen reellen oder komplexen Vektorraums {\displaystyle V} bzgl. einer fest gewählten Basis in der Form eines Zeilenvektors {\displaystyle v=(v_{1},\ldots ,v_{n})\in V} dar, so kann man die jeweiligen {\displaystyle i}-ten Einträge dieser Zeilenvektoren als Funktionen
{\displaystyle p_{i}\colon V\to \mathbb {K} ,\quad (v_{1},\ldots ,v_{n})\mapsto v_{i}}
auffassen (dabei ist {\displaystyle \mathbb {K} } der Grundkörper {\displaystyle \mathbb {R} } bzw. {\displaystyle \mathbb {C} }).
Ein wesentlicher Teil der Bedeutung einer solchen aus der linearen Algebra bekannten Koordinatendarstellung liegt nun darin, dass zwei Vektoren genau dann gleich sind, wenn alle ihre Koordinaten übereinstimmen:
{\displaystyle v=w\iff p_{i}(v)=p_{i}(w){\text{ für }}i=1,\ldots ,n.}
Die Koordinatenfunktionen trennen daher die Punkte, d. h., sind {\displaystyle v\neq w} verschiedene Vektoren, dann gibt es einen Index {\displaystyle i}, so dass {\displaystyle p_{i}(v)\neq p_{i}(w)} ist.
Die {\displaystyle p_{i}} sind stetige lineare Funktionale auf dem Koordinatenraum.
In unendlichdimensionalen Räumen gibt es i. d. R. keine den Koordinatenfunktionen {\displaystyle p_{i}} vergleichbare Konstruktion, wenn man dabei auf Stetigkeit der Koordinaten besteht.
Der Satz von Hahn-Banach impliziert aber, dass die Menge aller stetigen linearen Funktionale auf einem normierten Raum (oder allgemeiner auf einem lokalkonvexen Raum) die Punkte trennt.

## Formulierung
Es sei {\displaystyle V} ein Vektorraum über {\displaystyle \mathbb {K} \in \{\mathbb {R} ,\mathbb {C} \}}.
Es seien nun
- {\displaystyle U\subseteq V} ein  linearer Unterraum;
- {\displaystyle p\colon V\to \mathbb {R} } eine sublineare Abbildung;
- {\displaystyle f\colon U\to \mathbb {K} } ein lineares Funktional, für das {\displaystyle \operatorname {Re} f(u)\leq p(u)} für alle {\displaystyle u\in U} gilt.

Dann gibt es ein lineares Funktional {\displaystyle F\colon V\to \mathbb {K} }, so dass
- {\displaystyle F|_{U}=f} und
- {\displaystyle \operatorname {Re} F(v)\leq p(v)}

für alle {\displaystyle v\in V} gilt.

## Beweis
Wir beweisen den Satz für {\displaystyle \mathbb {K} =\mathbb {R} }, der allgemeine Fall folgt dann als Korollar. Wir werden die Menge aller Fortsetzungen {\displaystyle h\colon W\rightarrow {\mathbb {R} }} von {\displaystyle f} auf Teilräumen {\displaystyle W} mit {\displaystyle U\subseteq W\subseteq V}, für die {\displaystyle h(w)\leq p(w)} für alle {\displaystyle w\in W} gilt, betrachten. Dann zeigen wir mit dem Lemma von Zorn, dass die Menge aller solchen Fortsetzungen maximale Elemente besitzt und dass ein solches maximales Element eine gesuchte Fortsetzung {\displaystyle F\colon V\to {\mathbb {R} }} ist. Betrachte also die Menge aller geeigneten Fortsetzungen:
{\textstyle {\mathcal {P}}=\{(h,W)\ |\ W\subseteq V{\text{ Untervektorraum s.d. }}U\subseteq W,h:W\rightarrow \mathbb {R} {\text{ linear mit }}h|_{U}=f,\forall w\in W:\ h(w)\leq p(w)\}}
Wir definieren folgende Halbordnung auf {\displaystyle {\mathcal {P}}} :
{\displaystyle (h_{1},W_{1})\leq (h_{2},W_{2})\Leftrightarrow W_{1}\subseteq W_{2}\wedge h_{2}|_{W_{1}}=h_{1}}
Sei  {\displaystyle {\mathcal {Q}}\subseteq {\mathcal {P}}} eine Kette, wir müssen zeigen, dass sie eine obere Schranke besitzt. Sei dafür {\displaystyle \textstyle E:={\bigcup _{(W,h)\in {\mathcal {Q}}}}W} und {\displaystyle g:{E\rightarrow \mathbb {R} }} definiert über {\displaystyle g|_{W}=h} für jedes {\displaystyle (h,W){\in {\mathcal {Q}}}}. 
Dann ist {\displaystyle (g,E)\in {\mathcal {P}}} denn {\displaystyle E} ist, da {\displaystyle {\mathcal {Q}}} total geordnet ist, ein Untervektorraum. Es ist klar, dass {\displaystyle (g,E)} eine obere Schranke ist. Nach dem Lemma von Zorn besitzt {\displaystyle {\mathcal {P}}} also ein maximales Element {\displaystyle (F,M)}. 
Es bleibt zu zeigen, dass {\displaystyle M=V}. Wir nehmen an, das sei nicht so, und führen das zu einem Widerspruch. Wähle {\displaystyle x_{0}\in {V\setminus M}} und definiere {\displaystyle D:=M\oplus \mathbb {R} x_{0}} und {\displaystyle h:D\rightarrow \mathbb {R} ,\quad v+tx_{0}\mapsto F(v)+at{\text{ für }}{v\in M}}. Wir zeigen nun die Existenz eines {\displaystyle a\in \mathbb {R} }, so dass {\displaystyle \forall v\in D:h(v)\leq p(v)}, dies steht dann im Widerspruch zur Maximalität von {\displaystyle (F,M)}. Wir suchen also ein {\displaystyle a\in \mathbb {R} }, so dass :
{\displaystyle \forall v\in M\ \forall t\in \mathbb {R} :\ F(v)+ta\leq p(v+tx_{0})}
Wegen der positiven Homogenität von {\displaystyle p} ist dies äquivalent zu:
{\displaystyle \forall {v,w}\in M:\ F(v)+a\leq p(v+x_{0})\wedge F(w)-a\leq p(w-x_{0})}
Ein solches {\displaystyle a\in \mathbb {R} } existiert also genau dann, wenn:
{\displaystyle \forall {v,w}\in M:\ F(w)-p(w-x_{0})\leq p(v+x_{0})-F(v)}
Dies folgt aber direkt aus:
{\displaystyle F(v)+F(w)=F(v+w)\leq p(v+w)=p((v+x_{0})+(w-x_{0}))\leq p(v+x_{0})+p(w-x_{0})}.
Damit ist ein {\displaystyle a} der gewünschten Art gefunden, was im Widerspruch zur Maximalität von {\displaystyle (F,M)} und damit zur getroffenen Annahme steht. Also ist {\displaystyle M=V} und das maximale Element eine gesuchte Fortsetzung.

## Korollare
Häufig ist eine der folgenden Aussagen, die leicht aus obigem Satz hergeleitet werden können, gemeint, wenn der Satz von Hahn-Banach zitiert wird:
- Ist {\displaystyle V\neq \{0\}} ein normierter Raum, so gibt es für jedes {\displaystyle v\in V} ein lineares Funktional {\displaystyle f} mit Norm {\displaystyle 1}, für das {\displaystyle f(v)=\left\|v\right\|} gilt. Sind {\displaystyle v,w\in V} verschiedene Vektoren, so erhält man die oben erwähnte Eigenschaft der Punktetrennung, indem man dies auf {\displaystyle v-w\neq 0} anwendet.
- Ist allgemeiner {\displaystyle V} ein normierter Raum, {\displaystyle U} ein Unterraum, und liegt {\displaystyle v\in V} nicht im Abschluss von {\displaystyle U}, so gibt es ein lineares Funktional {\displaystyle f} mit Norm {\displaystyle 1}, das auf {\displaystyle U} verschwindet und für das {\displaystyle f(v)=\mathrm {dist} (v,U)} gilt.
- Ist {\displaystyle V} ein normierter Raum, {\displaystyle U} ein Teilraum und {\displaystyle f} ein stetiges lineares Funktional auf {\displaystyle U}, so kann {\displaystyle f} zu einem stetigen linearen Funktional derselben Norm auf ganz {\displaystyle V} fortgesetzt werden. Anders ausgedrückt: Die Einschränkung von Funktionalen ist eine surjektive Abbildung {\displaystyle V^{\ast }\to U^{\ast }} der Dualräume.
- Ist {\displaystyle V} ein normierter Raum, so ist ein Unterraum {\displaystyle U\subset V} genau dann dicht in {\displaystyle V}, falls aus {\displaystyle x'\in V^{\ast }} und {\displaystyle x'|_{U}=0} stets {\displaystyle x'=0} folgt.[7]
- Weitere Folgerungen geometrischer Art finden sich im Artikel Trennungssatz.